# (9050) 1991 RF29
(9050) 1991 RF29 là một tiểu hành tinh vành đai chính. Nó được phát hiện bởi Henry E. Holt ở Đài thiên văn Palomar tại Hoa Kỳ ngày 13 tháng 9 năm 1991.